# فلسفه پول
فلسفهٔ پول نام کتابی از گئورگ زیمل جامعه‌شناس و فیلسوف نوکانتی آلمانی است و دربارهٔ جامعه‌شناسی اقتصادی نگاشته شده است. این کتاب در سال ۱۹۰۰ منتشر و در سال ۱۹۰۷ با ۷۰۰ صفحه تجدید چاپ شده است.

## درون مایه
کتاب فلسفهٔ پول شامل دو فصل و هر فصل حاوی سه بخش است که در آن، زیمل پول را به هر پدیده اجتماعی قابل تصور مربوط می‌کند. به علاوه در مورد ارتباط حل نشدنی بین پول و فرد، و بالاخره کلیت جامعهٔ مدرن در این کتاب به بحث می‌پردازد. فصل اول کتاب زیمل تحلیلی بوده و هدف آن بررسی و تحلیل پیدایش پول، فارغ از پیش شرط‌های زندگی اجتماعی است. اساساً، او نوعی مطالعه از پول را پیشنهاد می‌کند که از رویکرد خالص اقتصادی فراتر رود. فصل دوم کتاب حول فلسفه پول ترکیبی بحث می‌کند و به آشکار سازی کارهای انجام شده در مورد پول در دنیا می‌پردازد. این دنیا، دنیای افراد، فرهنگ و جامعه است. این موضوع زیمل را به سمت تحلیل پول در روابط آزاد افراد هدایت می‌کند.